# Menhir von Degernau
Als Menhir von Degernau wird ein vorgeschichtlicher Menhir der auf der Gemarkung von Degernau, einem Ortsteil der Gemeinde Wutöschingen im Landkreis Waldshut in Baden-Württemberg, bezeichnet.

## Lage
Östlich von Degernau und südlich vom Vogelhof befindet sich eine Bergkuppe, die Flur „Bühlhölzle“, auf deren höchstem Punkt der Menhir steht. Die exponierte Lage liegt heute rechts der Landesstraße 163 a zwischen Degernau im Wutachtal und Erzingen im Klettgau. In der Klettgauebene führte eine Römerstraße über Hallau nach Iuliomagus bei Schleitheim, von der aus ein Abzweig nördlich zum Wutachtal hin angenommen werden kann. Der Menhir auf der Anhöhe markiert diesen Übergang. 
Das Gewann ist heute landwirtschaftliche Grünfläche. Etwa 400 Meter in westlicher Richtung, in der Flur „Toter Mann“, befindet sich nach dem Fund von Teilstücken die Rekonstruktion eines Großsteingrabes mit „Seelenloch“ (Dolmen von Degernau).

## Fundgeschichte
Joseph Schneider, ein Lehrer aus Degernau, suchte angeregt durch einen um 1700 angefertigten Gemarkungsplan von Degernau in den 1930er Jahren nach den alten Gewannnamen „Beim langen Stein“ und „Vorm langen Stein“. 1954 entdeckte ein Schüler Schneiders den knapp zwei Meter messenden Monolith. Zum Zeitpunkt des Fundes ragte der zum Teil flach im Boden liegende Stein nur etwa 10 Zentimeter aus dem Boden.

## Deutung und Fundverbleib
Der Stein wurde in einer archäologischen Ausgrabung freigelegt und durch mehrere Fachleute als urgeschichtlicher Menhir bewertet. Angetroffen wurde zudem Keramik der jungsteinzeitlichen Horgener Kultur, dazu Steinwaren, unter anderem viereckige Steinbeile und Hornsteinartefakte.
Es ist nicht erwiesen, dass die Relikte sich an den ursprünglichen Stellen befinden – beim Menhir auf der Bergkuppe gilt dies als wahrscheinlich. Funktionen oder kultische Zusammenhänge sind generell nicht eindeutig zu bestimmen.
Der umgestürzte Stein wurde 1971 wieder aufgerichtet. Über einen zweiten Stein wird spekuliert.
Beim Langensteinstadion in Tiengen steht ein weiterer Menhir, der „Lange Stein“, der in der mittelalterlichen Überlieferung auch Chindlistein genannt ist.